# Harvey Pekar
Harvey Lawrence Pekar (ur. 8 października 1939, zm. 12 lipca 2010) – amerykański undergroundowy twórca komiksów, krytyk muzyczny i osobowość mediów.

## Życiorys
Urodził się w Cleveland w stanie Ohio. Rodzice Saul i Dora Pekar byli imigrantami z Białegostoku.
Pekar rozpoczął publikowanie swych autobiograficznych komiksów w 1976 roku. Narzekał w nich na pracę, brak pieniędzy i monotonię życia. Tak narodził się „American Splendor”, seria zeszytów, które dały Pekarowi poczesne miejsce w historii rozwoju komiksu.
Najbardziej znany ze swojego autobiograficznego komiksu American Splendor.
Na tej podstawie powstał w 2003 roku film Amerykański splendor z Paulem Giamattim.

## Twórczość

### Filmy

#### Aktor
- 2004 – All That You Love Will Be Carried Away jako pracownik hotelu
- 2003 – Amerykański splendor jako prawdziwy Harvey

#### We własnej osobie
- 2002 – Festival Pass with Chris Gore (serial TV)
- 2000 – Vinyl (dokumentalny)
- 1988 – Prywatna księga komiksu (Comic Book Confidential) (klasyka dokumentu - jeden z ważniejszych filmów o komiksie)

### Komiksy
- American Splendor

## Nagrody
- 1987 nagroda American Book Award za autobiograficzny komiks American Splendor